# Abbaye Sainte-Marie de Niedermunster
L'abbaye Sainte-Marie de Niedermunster située à 511 mètres d'altitude, au pied du mont Sainte-Odile a été fondée par sainte Odile vers 700 pour accueillir les pèlerins qui ne pouvaient pas accéder à celle du mont Sainte-Odile. Jusqu'à la fin du XIIe siècle, les abbayes de Hohenbourg (mont Sainte-Odile) et de Niedermunster possédaient en indivision le même patrimoine, puis ont fonctionné séparément à partir du XIIIe siècle. En 1542, l'abbaye passe dans le domaine du Grand Chapitre de la cathédrale de Strasbourg.
L'abbaye fait l'objet d'un classement au titre des monuments historiques depuis 1846.

## Toponymie
- Inferior monasterium in Hohenburg (pendant le Moyen Âge) ;
- Inferior monasterium quod dicitur Hohenburg (1016) ;
- Inderior monasterium in Hohenburch (1239).

L'appellation de Niedermunster se généralise à partir du XIIe siècle.

## Sceau de l'abbaye de Niedermunster
Le sceau de l'abbaye de Niedemunster en 1264 représente la Vierge Marie assise sur un trône, les mains levées sur la poitrine en un geste d'orante, avec l'inscription tout autour : Sigillum conventus inferioris monasterii. Après l'arrivée de la relique de la Sainte Croix au début du IXe siècle, le chameau portant la croix remplaça fréquemment l'effigie de la Vierge Marie.

### Géographie
Le vallon de Niedermunster (commune de Saint-Nabor, canton de Rosheim) est situé au pied du mont Sainte-Odile, à environ 3 km au Nord-Ouest de Saint-Nabor au milieu de prés et de forêts. Le monastère, aujourd'hui en ruine, a été classé Monument historique en 1846.

## Histoire

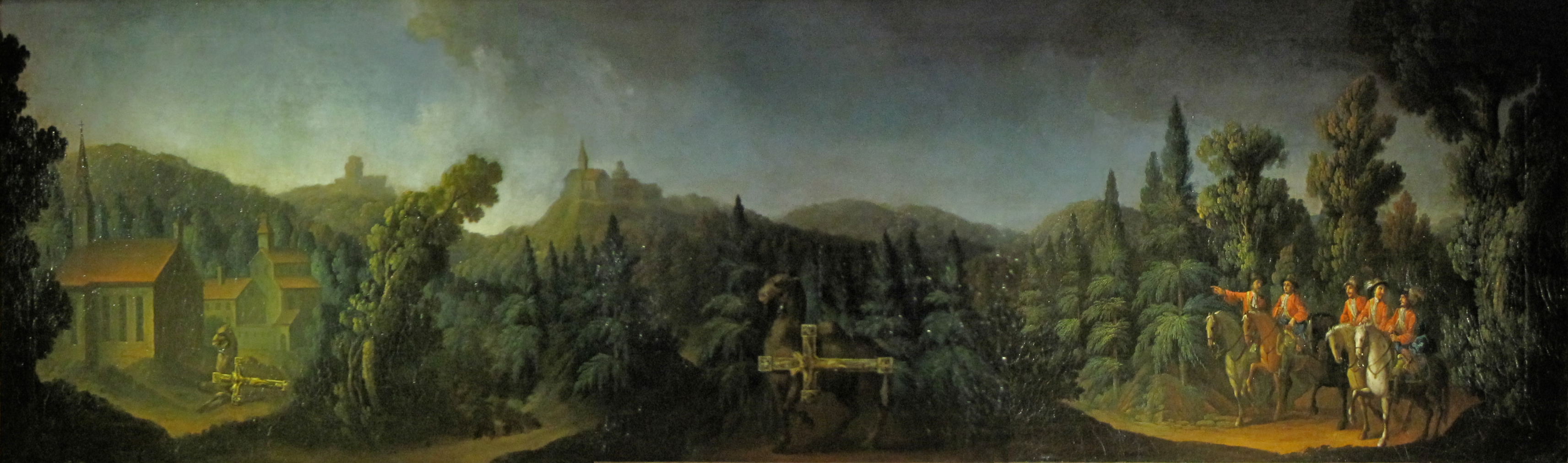
Tableau de l'église des Jésuites de Molsheim illustrant la fondation légendaire du Niedermunster.

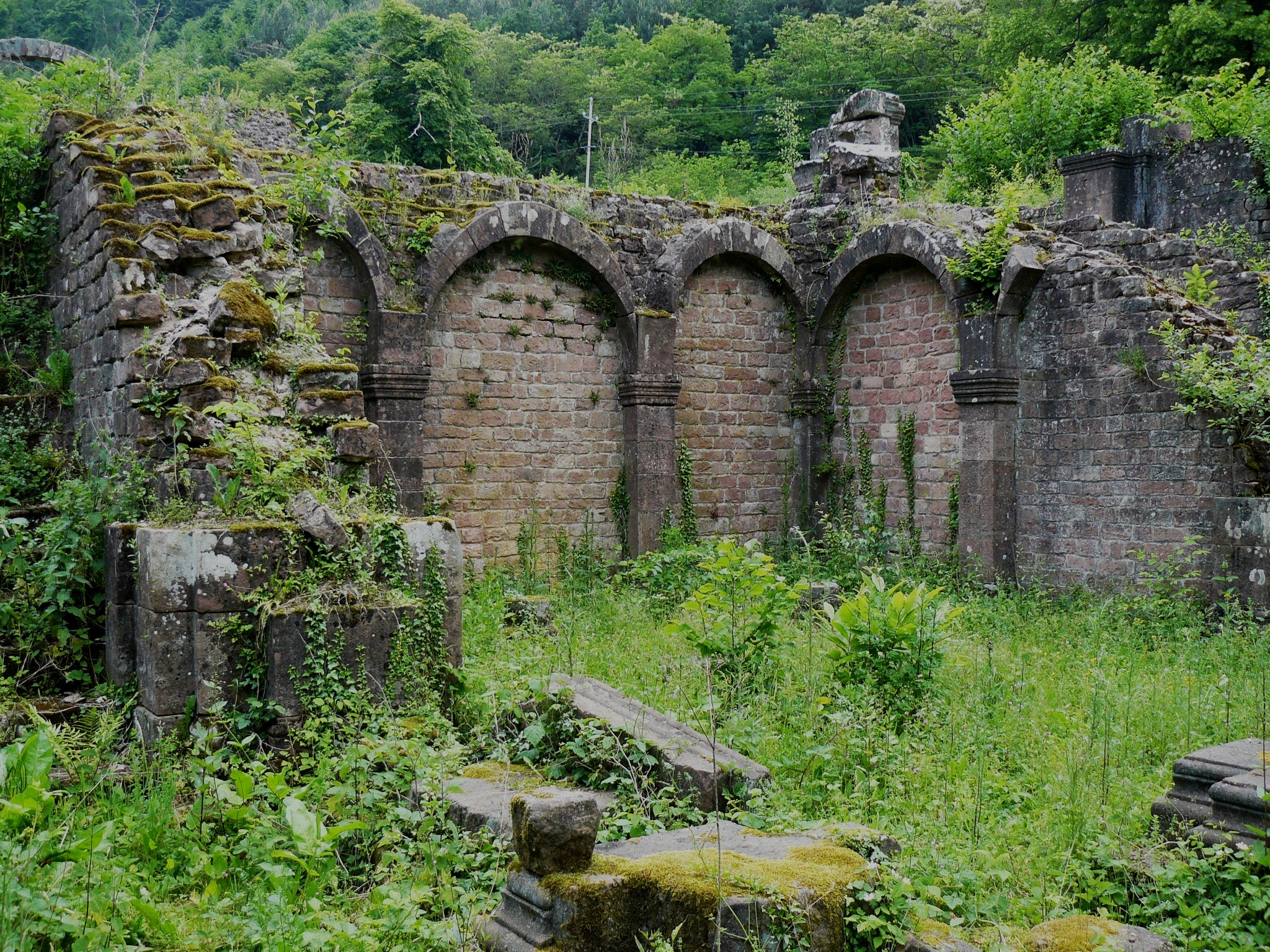
Vestiges du couvent de Niedermunster.

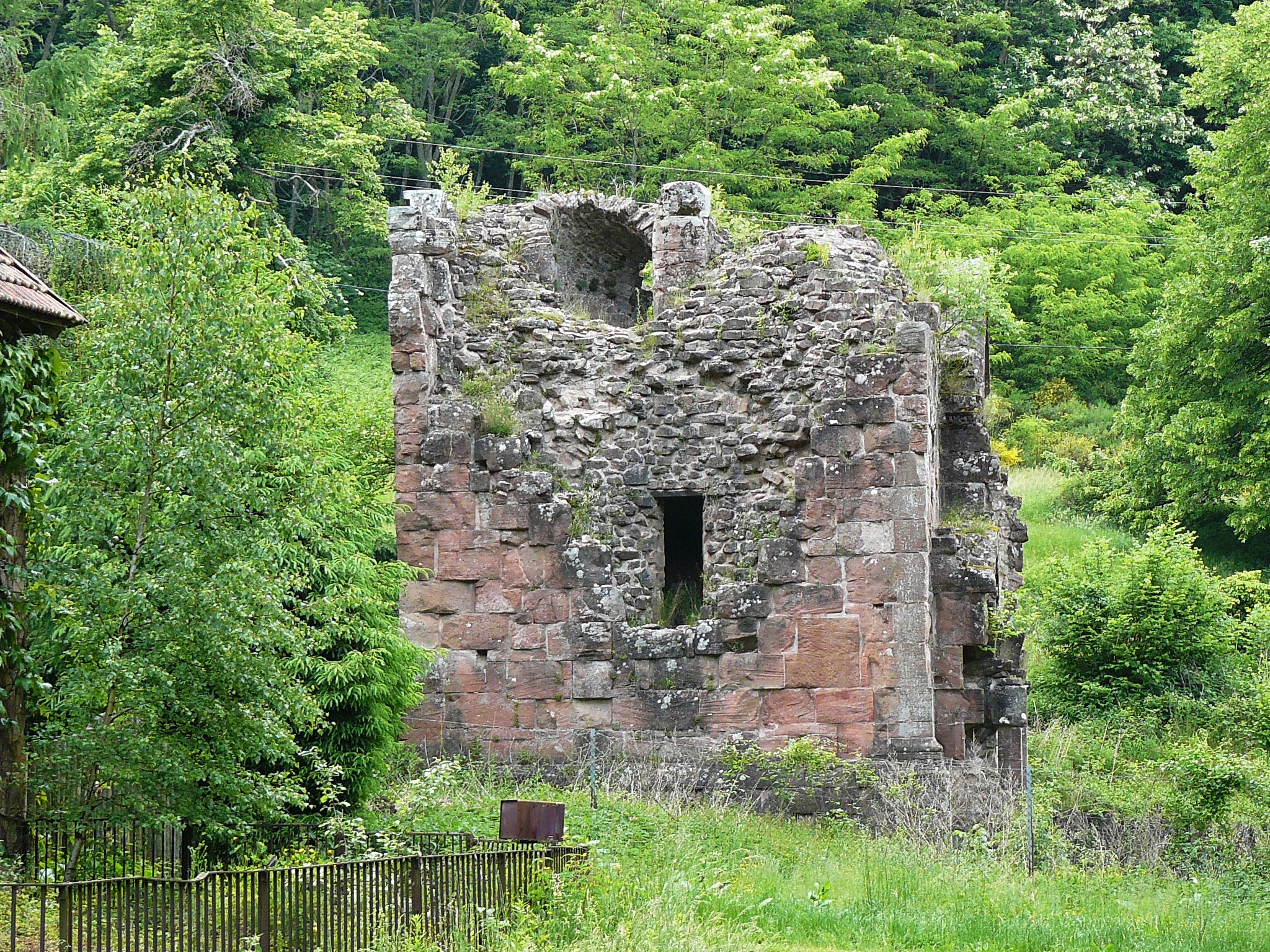
Une partie des restes du couvent de Niedermunster.

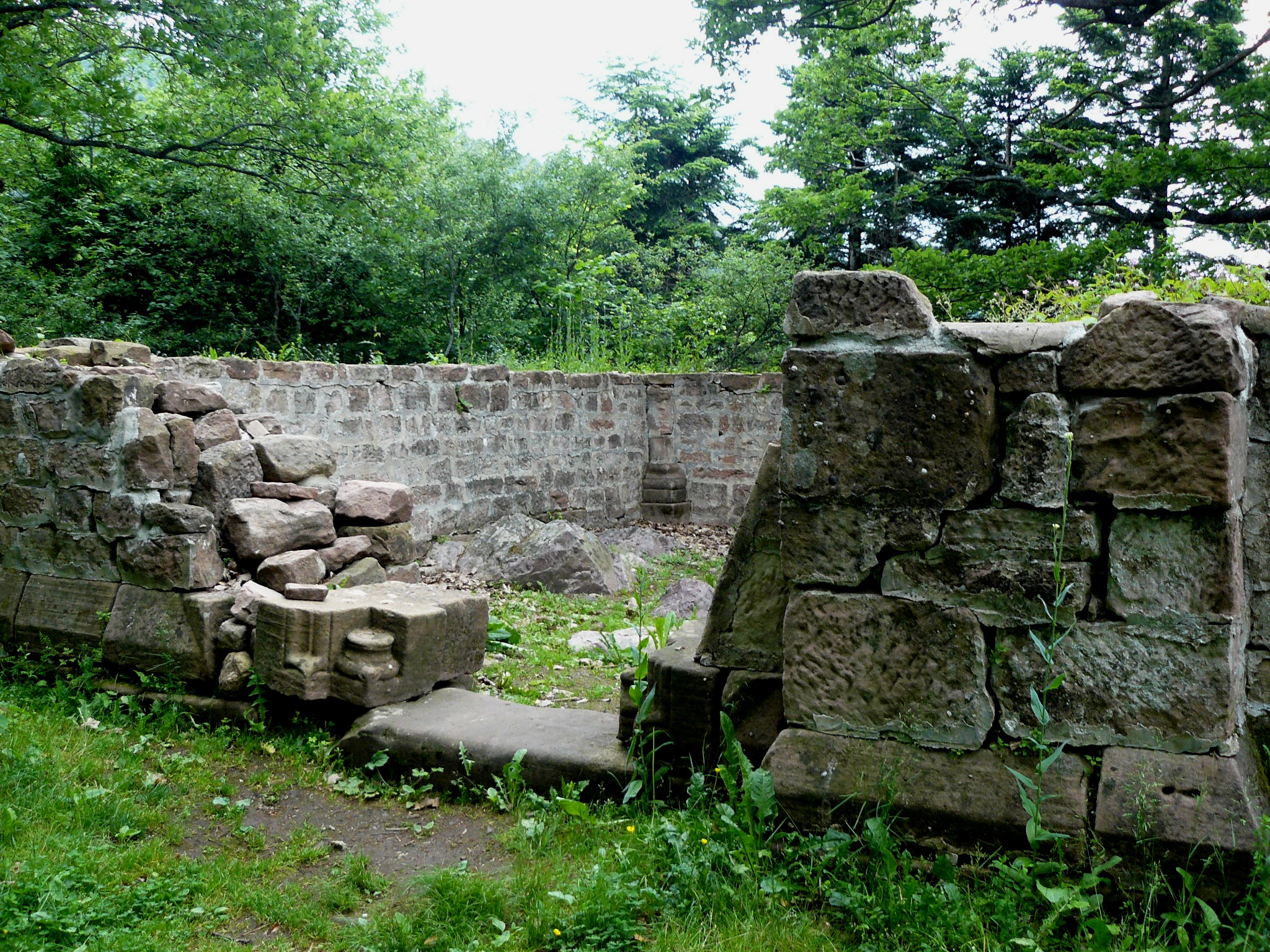
Ruines de l'ermitage Saint-Jacques près de Niedermunster, classées Monuments historiques en 1898.

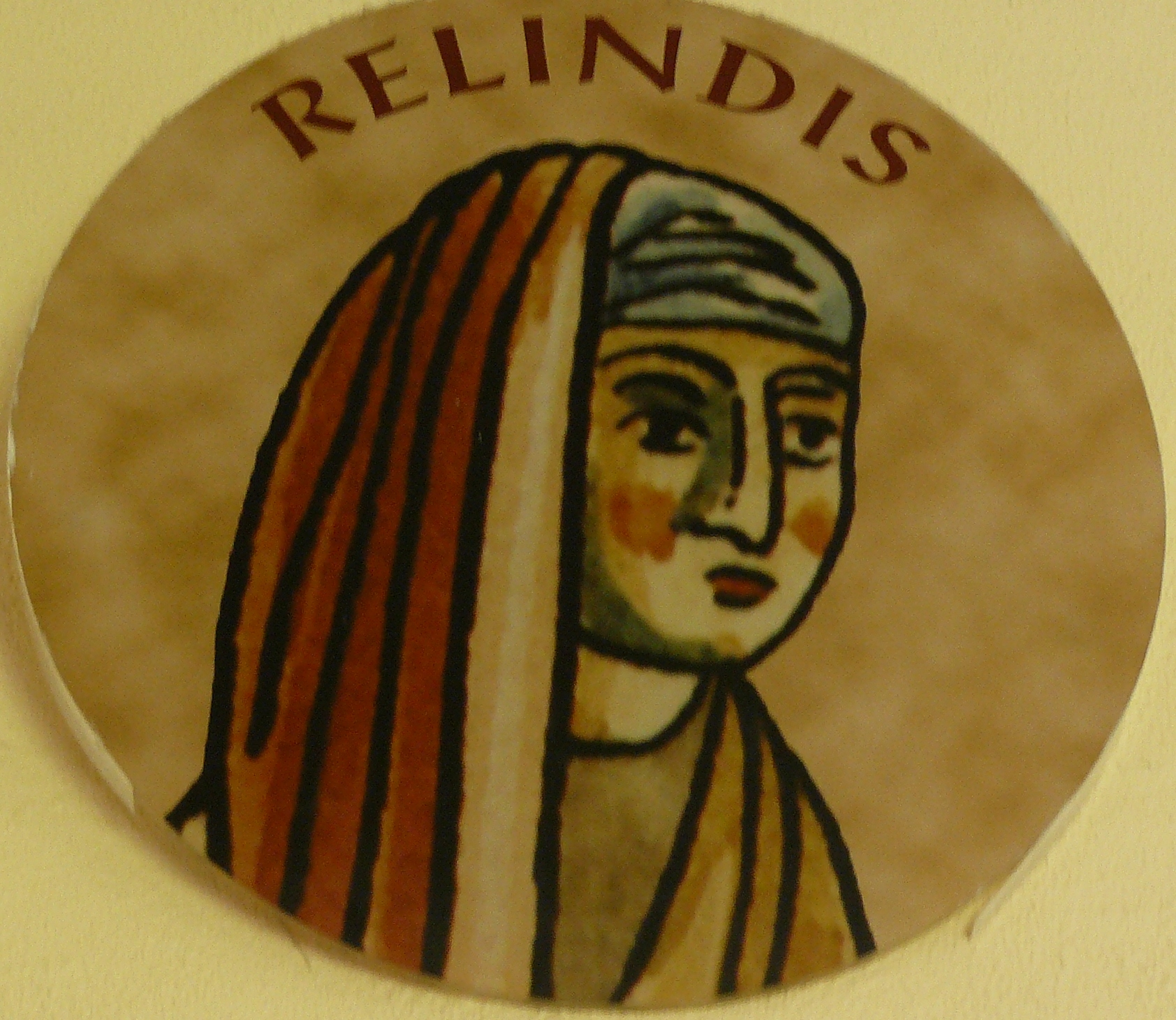
Portrait de l'abbesse Relinde (1152–1176) que l'on peut apercevoir dans le cloître au mont Sainte-Odile.

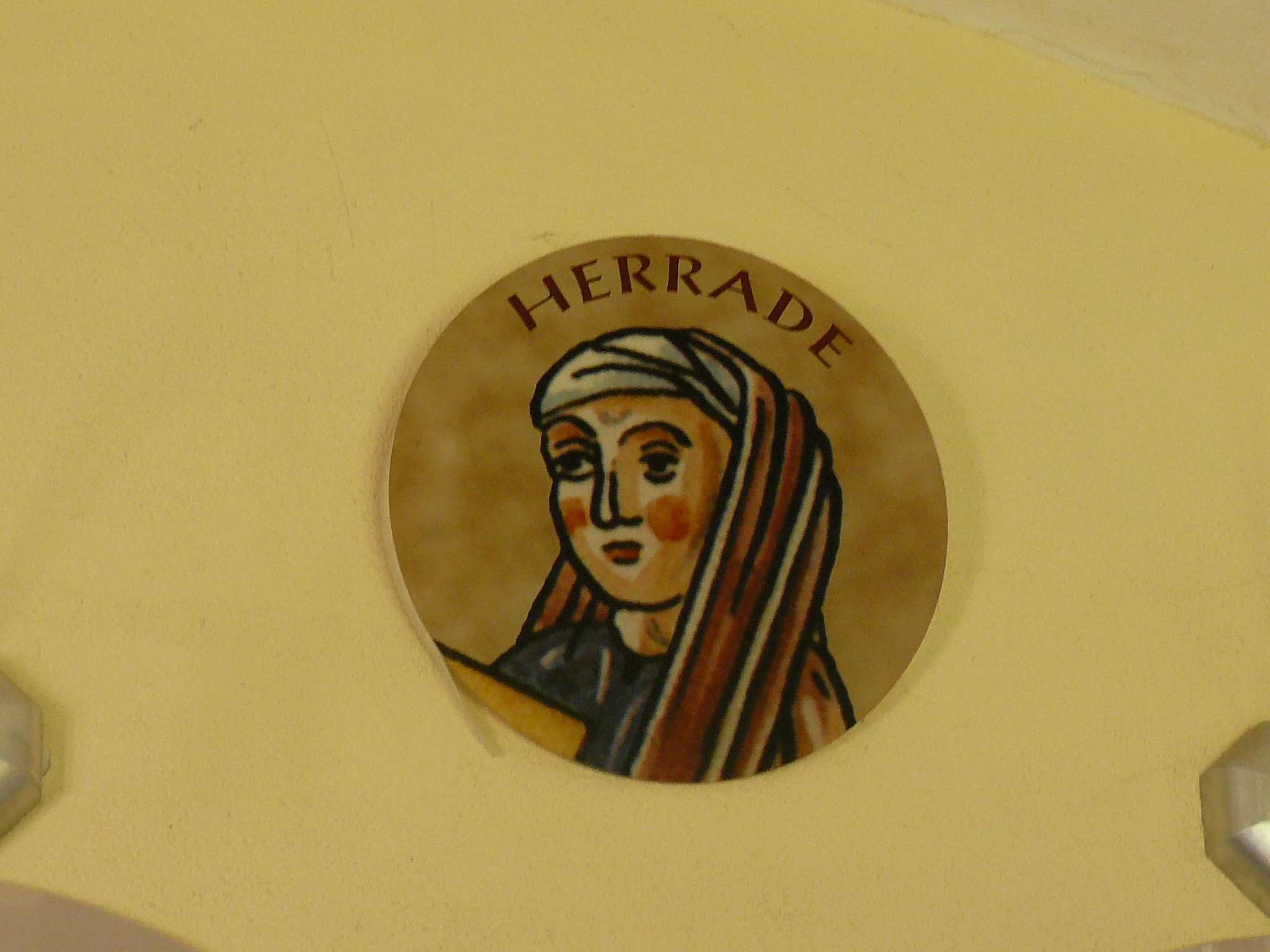
Portrait de l'abbesse Herrade de Landsberg (1176–1195) que l'on peut apercevoir sur le mur du cloître au mont Sainte-Odile.

### Les débuts
Après la mort d'Etichon-Adalric d'Alsace et de sa femme Bereswinde, qui furent enterrés à Hohenbourg, sainte Odile fonda un nouveau monastère au bas de la montagne du mont Sainte-Odile et lui donna le nom de Niedermunster (le monastère d'en bas). Les détails de la fondation sont rapportés par la Vie de sainte Odile. Le monastère construit au sommet de la montagne se révélait difficile d'accès pour les pèlerins, Odile convoqua toute la congrégation et demanda aux religieuses l'autorisation de construire un autre monastère. La proposition étant acceptée, Odile fit construire une église sous le patronage de saint Martin. Ce saint jouissait auprès de l'aristocratie mérovingienne d'une grande réputation. L'abbesse fit ouvrir une hôtellerie pour recevoir les voyageurs, les pauvres et les malades qui ne pouvaient pas gravir la montagne du Hohenbourg. La légende raconte qu'un jour où sainte Odile se rendait à Niedermunster, elle a croisé sur son chemin un aveugle assoiffé, celui-ci l'a supplié de l'aider. Odile a alors frappé le rocher et l'eau s'est mise à couler, guérissant l'aveugle. Dès lors les aveugles, les malades souffrant de troubles de la vue se rendirent à la source dans l'espoir de trouver un remède à leurs maux. Plus tard, probablement à partir du IXe siècle le gîte fut transformé en monastère pour les moniales. La fondation de ce monastère n'est cependant pas confirmée officiellement par aucune source contemporaine. C'est l'époque où Hugues de Tours fit don d'une parcelle de la Vraie Croix.

### Fondation légendaire
Selon la légende c'est à Niedermunster, qu'à partir du IXe siècle, le comte Hugues de Tours dit le Peureux († 837) descendant de la famille des Étichonides fit déposer en 802 par un chameau la fameuse Croix qui lui avait été offerte par le roi des Francs Charlemagne. D'aucuns prétendent que c'est à la suite de ce dépôt de la Vraie Croix que l'on a commencé à ériger un monastère sous le patronage de sainte Marie. Cette relique fut vénérée à Niedermunster jusqu'au XVIe siècle époque où l'abbaye fut dévastée lors de la guerre des Paysans et par deux incendies, en 1542 et 1572. Jusqu'au XIIe siècle le monastère de Hohenbourg (mont Sainte-Odile) et celui de Niedermunster fonctionnaient en commun. C'est à partir du IXe siècle, que Hugues de Tours (descendant d'Etichon-Adalric d'Alsace (père de Sainte Odile) remplace l'établissement mérovingien par un ensemble monastique adapté à la nouvelle liturgie romaine et à la règle bénédictine fraîchement introduite dans l'empire carolingien.

### L'abbaye détruite puis restaurée
Dès 1016, l'empereur du Saint-Empire Henri II accorde à l'abbesse Helewig de l'abbaye de Niedermunster le droit d'autonomie et le droit d'élire librement l'abbesse et son avoué. Entre 1150 et 1180 est élevée une imposante basilique. Maltraitée au cours du Xe siècle et fort ruinée à partir du début du XIIe siècle tout comme le couvent de Hohenbourg, elle fut restaurée au XIIe siècle sous les abbesses Relinde et Herrade de Landsberg. Le complexe monastique du XIIe siècle se compose alors de bâtiments claustraux, dominés par trois tours de l'église Sainte-Marie, d'un hospice pour pèlerins et des chapelles Saint-Nicolas et Saint-Jacques.

### Frédéric Barberousse fait reconstruire les deux monastères
Dès son élection au trône impérial en 1155, Frédéric Barberousse se fait un devoir expiatoire de reconstruire les deux monastères, Niedermunster et Hohenbourg ruinés par son père Frédéric II de Souabe dit Le Borgne durant la Querelle des Investitures (1075–1122). Frédéric II, pour déloger les Hohenbourg, ses ennemis avait dit-on mis le feu aux abbayes de Hohenbourg et de Niedermunster. Il s'approprie par la même occasion les biens de l'abbaye et s'adjuge la vouerie de l'abbaye ce qui revient à garder la haute main sur elle. Les deux abbayes sont déclarées en ruine. Frédéric Barberousse charge une de ses parentes, Relinde, abbesse augustine de Ratisbonne de la reconstruction. À la mort de Relinde vers 1176, Frédéric Barberousse nomme magister operis, Herrade de Landsberg au couvent de Hohenbourg et Edelinde Landsberg à Niedermunster, les deux abbesses issues de la noble famille de Landsberg. La liturgie monastique, la prière perpétuelle, la gestion du pèlerinage et l'éducation des jeunes filles de la noblesse rythment jusqu'au début du XVe siècle le quotidien des chanoinesses de Niedermunster suivant la règle de saint Augustin.

### Le couvent reçoit quelques donations
Un certain Henri de Meistratzheim fit quelques donations à l'abbaye de Niedermunster. Ce bienfaiteur donne notamment une cour à la communauté des moniales à la fin du XIIe ou au début du XIIIe siècle. Par la suite d'autres donations eurent lieu : la cour d'Arlesheim avec les dépendances à Brunstatt (canton de Mulhouse), Heimersdorf (canton de Hirsingue), Hirsingue (canton d'Altkirch) et la cour de Biesheim (canton de Neuf-Brisach). En 1239, l'abbesse Wilburgis vendit la cour d'Arlesheim et ses dépendances à l'évêché de Bâle. En Basse-Alsace, le couvent de Niedermunster obtient en propriété divise les cours de Blienschwiller, Kogenheim, Sermersheim et Soultz-les-Bains. Le monastère acquit d'autres biens à Gertwiller, le domaine de Saint-Nabor, ainsi que des biens sur les bans de Barr et Ottrott. En 1318, des vignes situées sur le territoire de Bernardswiller font l'objet d'un legs en faveur de l'Abbaye de Niedermunster.

### Une succession d'évènements tragiques
Au cours du XVIe siècle, une succession d'évènements tragiques scelleront le destin de l'abbaye. Le couvent, ainsi que celui de Truttenhausen sont dévastés vers 1525 par les paysans qui saccagent les bâtiments. La Réforme protestante et les idées luthériennes ont jeté le trouble dans les consciences et contribué à l'insurrection paysanne. En 1542, le feu détruit les bâtiments conventuels, et l'évêque de Strasbourg, Érasme de Strasbourg, avec l'accord du pape Pie V (1566–1572) intègre à la mense épiscopale (patrimoine de l'évêque). En 1545, la dispersion des chanoinesses, puis l'incendie par la foudre de la collégiale en 1572 ruinent définitivement l'abbaye et marquent la fin du pèlerinage de la croix qui disparaîtra lors de la Révolution à Molsheim. Le monastère ne se relèvera plus. Les bâtiments délaissés sont utilisés sans vergogne comme carrière, d'abord par les évêques de Strasbourg, puis par les acquéreurs de biens nationaux.

### Niedermunster servira de carrière de pierres
Abandonnée, Niedermunster servira alors de carrière de pierres pour diverses constructions: les fortifications de Benfeld, l'église des Prémontrés du mont Sainte-Odile, le clocher de l'église d'Erstein, la banque Taufflieb à Barr, et d'autres constructions jusqu'au XIXe siècle. Ne subsistent aujourd’hui que les ruines de l'église abbatiale et une métairie avec une grange construites en 1758 avec des pierres réemployées. Les ruines de l'abbaye de Niedermunster ont été acquises par l'évêché de Strasbourg en 1895. Les travaux des archéologues et en particulier ceux de 1902 à 1904 de Félix Wolff (1852–1925) architecte, conservateur des Monuments historiques d'Alsace, ont permis de consolider les ruines et de dégager des vestiges intéressants. Lors des fouilles entreprises de nombreuses sépultures médiévales dont plusieurs d'anciennes abbesses inhumées dans la nef de l'église abbatiale ont été mises au jour.

## Chapelle et ermitage

### Ermitage Saint-Jacques
Non loin du couvent de Niedermunster, en pleine forêt, se trouvait jusqu'à la Révolution française, l'ermitage de Saint-Jacques, fondé dit-on en 803, par cinq chevaliers bourguignons qui auraient accompagné le chameau transportant une parcelle de la Vraie Croix remise par le roi des Francs Charlemagne au duc Hugues de Tours en 802. Charlemagne l'avait obtenue en 799 des mains du patriarche de Jérusalem nommé Fortunatus. Le duc Hugues, père d'Ermengarde de Tours, et beau-père de Lothaire Ier ne se trouvant pas digne de posséder cette relique, la fit enchâsser dans un grand reliquaire en forme de croix et le mit au cou d'un chameau, tandis que sa femme Ava y avait ajouté un évangile richement orné. On convint que le précieux don resterait et serait vénéré à l'endroit où la bête s'arrêterait de son gré. Une sonnette au cou et suivi de cinq chevaliers bourguignons, le chameau partit de Bourgogne, où les parents d'Ermengarde possédaient de nombreux biens, et arriva enfin en Alsace au pied du mont Sainte-Odile où il s'arrêta le 7 des Ides de juillet. C'est cet endroit qui fut choisi pour y élever l'abbaye Sainte-Marie de Niedermunster. Au XVIIIe siècle, une maisonnette a été construite sur les ruines de la chapelle Saint-Jacques ; elle fut habitée par un fermier, puis par un forestier. Elle a été incendiée en 1814. Vers 1859–1860, les ruines ont été déblayées par la Société pour la conservation des monuments historiques d'Alsace et classées Monuments historiques en 1898.

### Chapelle Saint-Nicolas
Selon la vie de Sainte Odile, la fondatrice du monastère de Hohenbourg avait également édifié une église consacrée à saint Martin et un hospice pour les pèlerins au bas de la montagne. L'évêque de Tours était on le sait vénéré par l'aristocratie mérovingienne. L'église Saint-Martin fut consacrée en 1180 par le légat du pape, Garsidonius, évêque de Mantoue. On ne sait pas exactement où fut construite la chapelle Saint-Martin. Vers le XIIe siècle une nouvelle chapelle consacrée à saint Nicolas fut construite, peut-être en remplacement de l'ancienne chapelle Saint-Martin. A-t-elle pu servir d'oratoire à l'hospice des pèlerins dont elle est proche ? La chapelle Saint-Nicolas se trouvait dans la cour même de l'hôpital de Niedermunster. La chapelle de Saint-Nicolas du XIIe siècle a été restaurée au milieu du XIXe siècle. Elle aurait été primitivement construite entre 1150 et 1180 en même temps que la nouvelle église abbatiale de Niedermunster. En ruine en 1838, elle est entièrement reconstruite à l'identique entre 1848 et 1850 avec les matériaux trouvés sur place par l'architecte E. Cron sous la direction d'Émile Boeswillwald (1815–1896), architecte en chef, puis inspecteur général des Monuments historiques. Le site, sur le ban de la commune de Saint-Nabor, est classé monument historique depuis 1846. La chapelle Saint-Nicolas possède à la base du clocher deux chœurs voûtés en berceau. Dans la petite nef unique se trouve une pierre tombale d'un chanoine mort en 1512 et couverte d'une voûte en berceau brisé.

## Liste des abbesses connues
- Odilia, abbesse de Hohenbourg (Sainte Odile) ;
- Gundelinde (nièce de Sainte Odile et fille d'Adalbert d'Alsace (673–722). Les restes de Gundelinde ont été déposés dans une châsse sur le maître-autel de Niedermunster à une date antérieure à 1521 ;
- Gundelinda (1016) ;
- Helewig, 1016 ;
- Relinde, XIIe siècle (morte le 22 août 1176) ;
- Edelindis ;
- Herrade de Landsberg, (1176–1196). Fonde en 1178 le prieuré de Saint-Gorgon, puis en 1186 celui de Truttenhausen, tous deux situés au pied du mont Sainte-Odile ;
- Willeburgis (cité vers 1239) ;
- Marguerite de Senon ou Senones ? (décédée en 1370) ;
- Ursula Zu Triebel (fille du bailli de Rouffach) ;
- Rosine von Stein (abbesse de 1514 à 1534).

## Autres vestiges du couvent de Niedermunster

### Galerie d'images

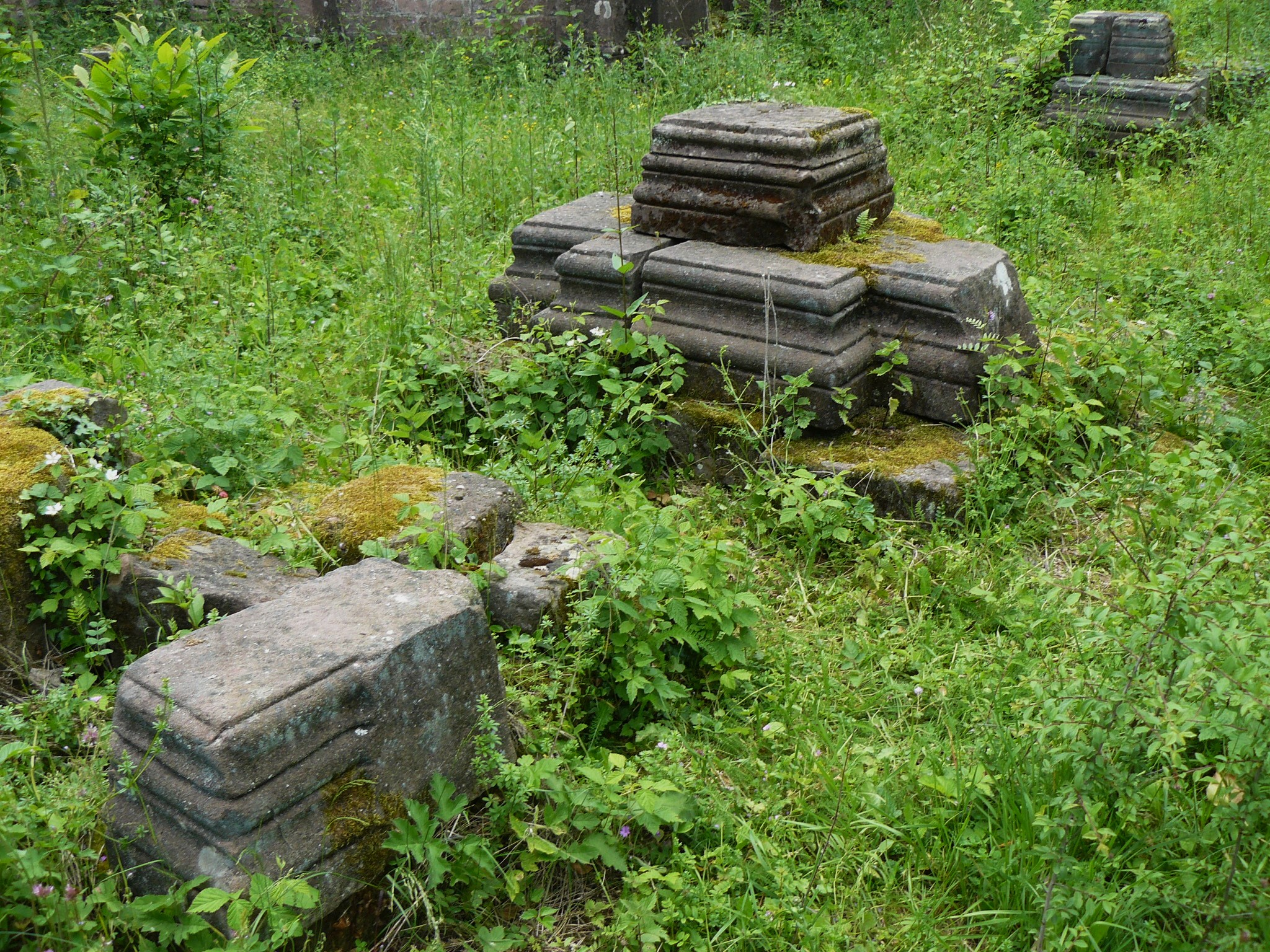
Petits vestiges du couvent de Niedermunster.
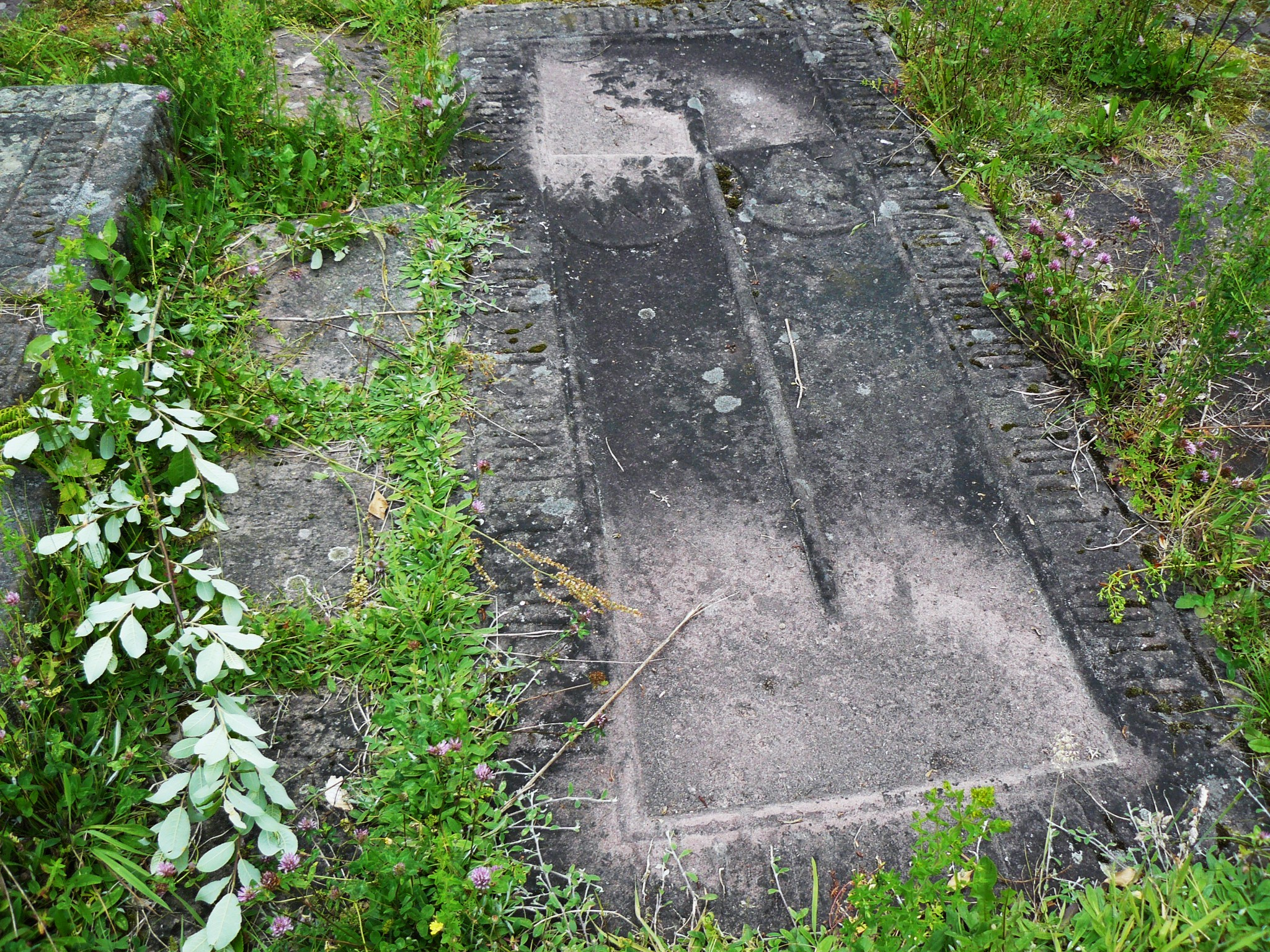
Dalle funéraire où repose Ursula Zu Triebel, abbesse du couvent.
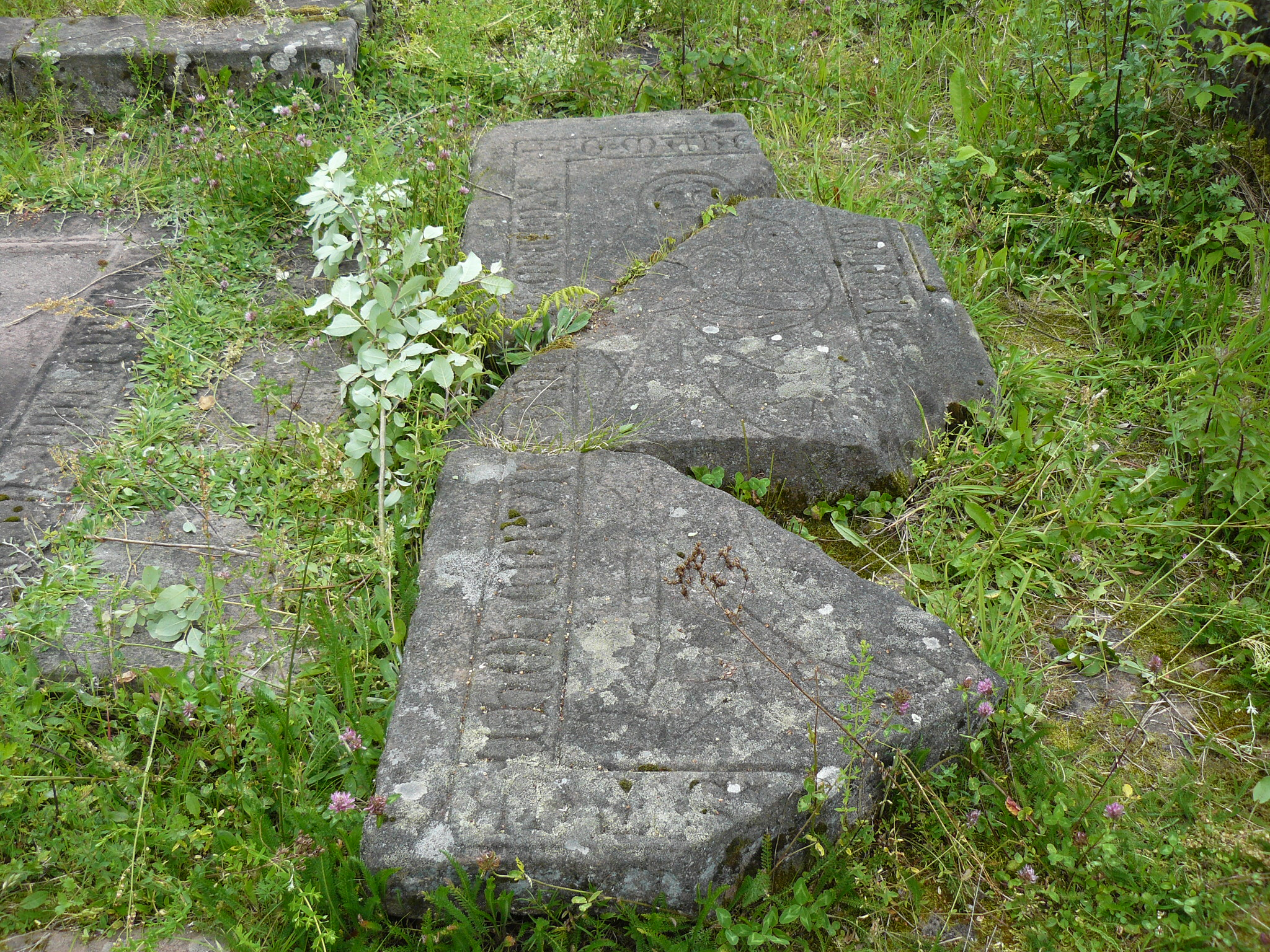
Dalle funéraire de Marguerite de Senon (ou Senones) (morte en 1370) représentant un linceul, le suaire encore relevé, avec les mains jointes en prière.
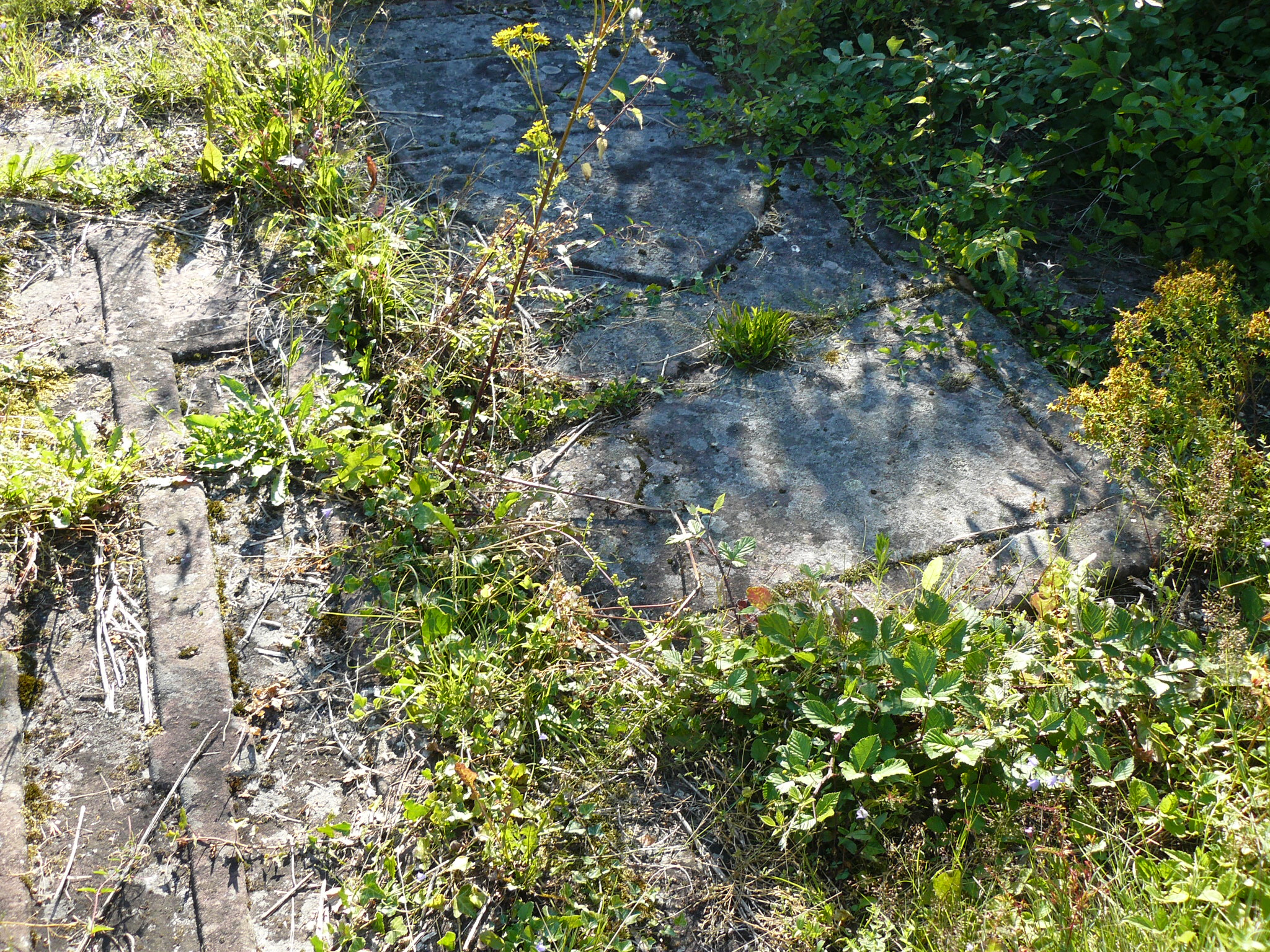
Dalles funéraires de moniales situées au chœur de l'église. La dalle ci-contre comporte une grande croix indiquant probablement l'endroit ou repose une moniale importante.
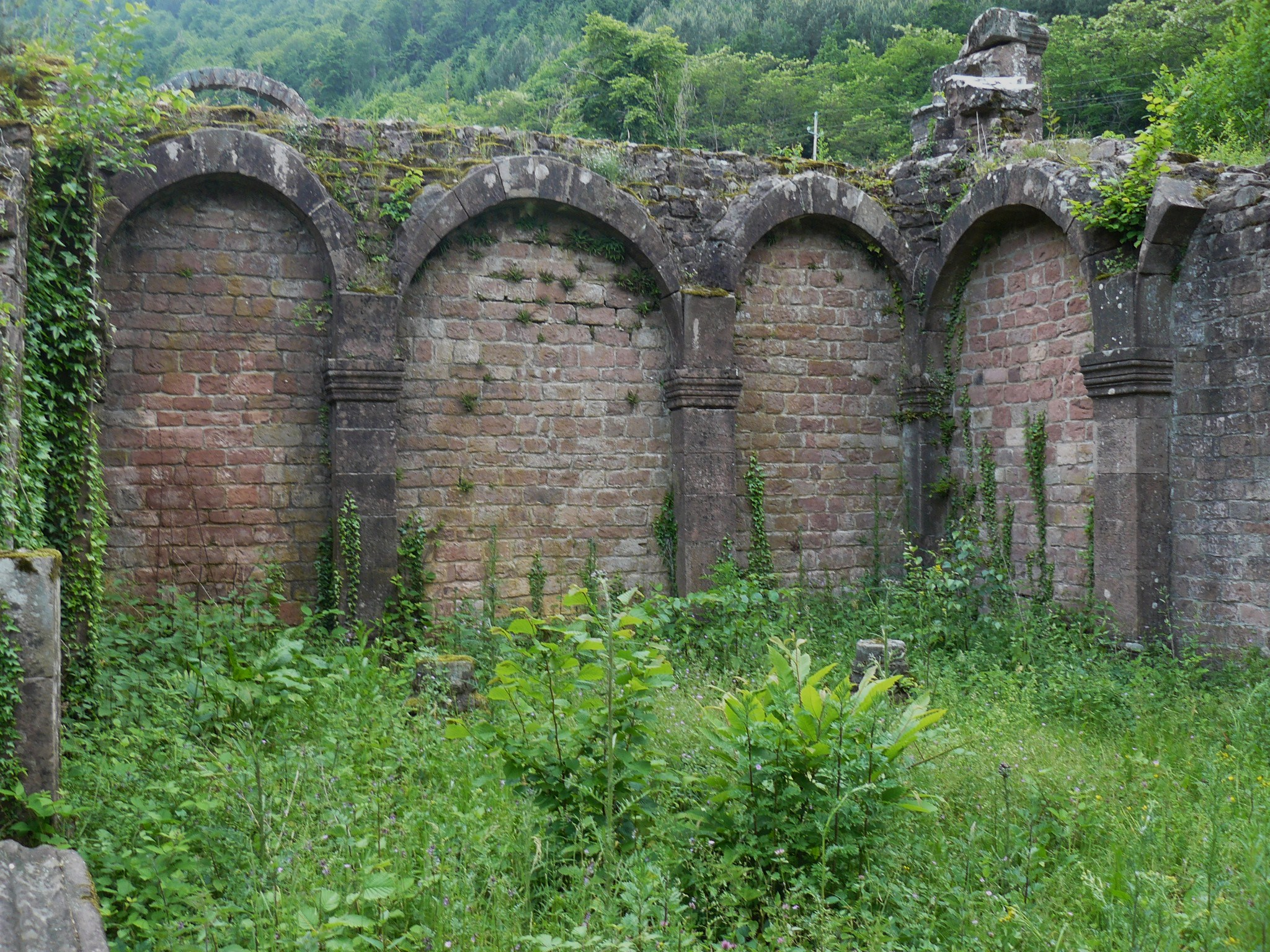
Façade principale du couvent.
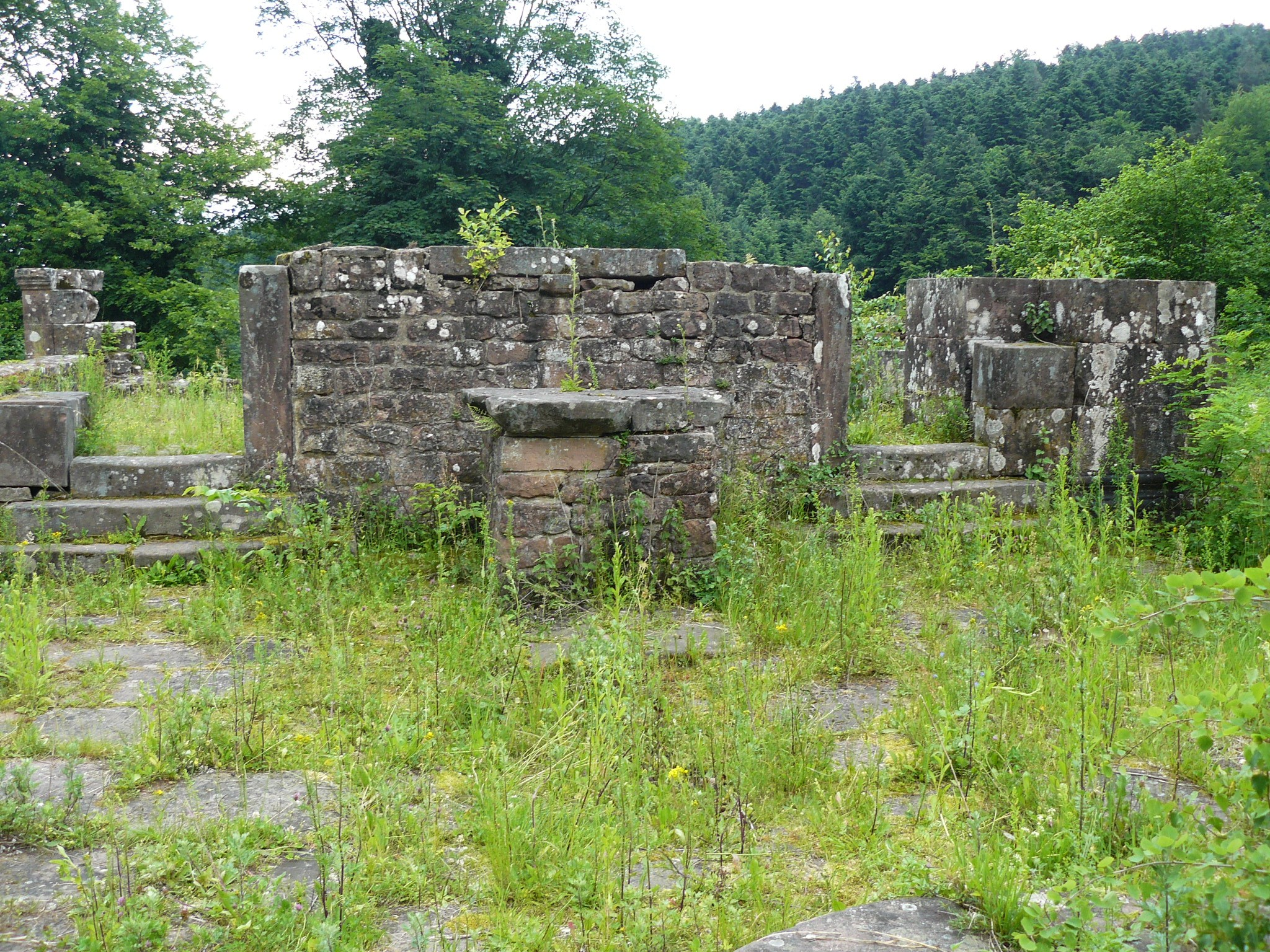
Vestiges du couvent de Niedermunster (XIIe siècle).
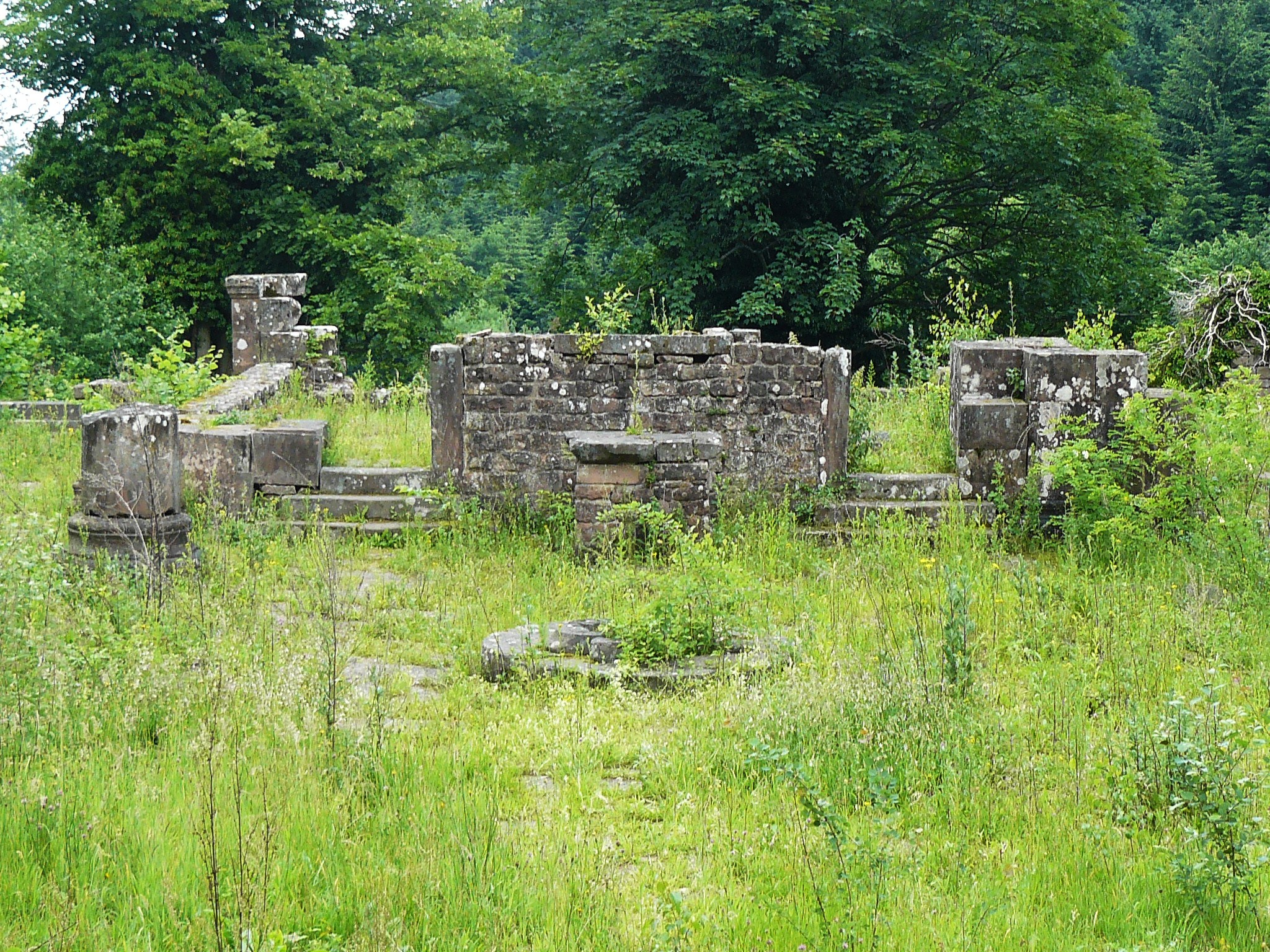
Anciens vestiges du couvent de Niedermunster.
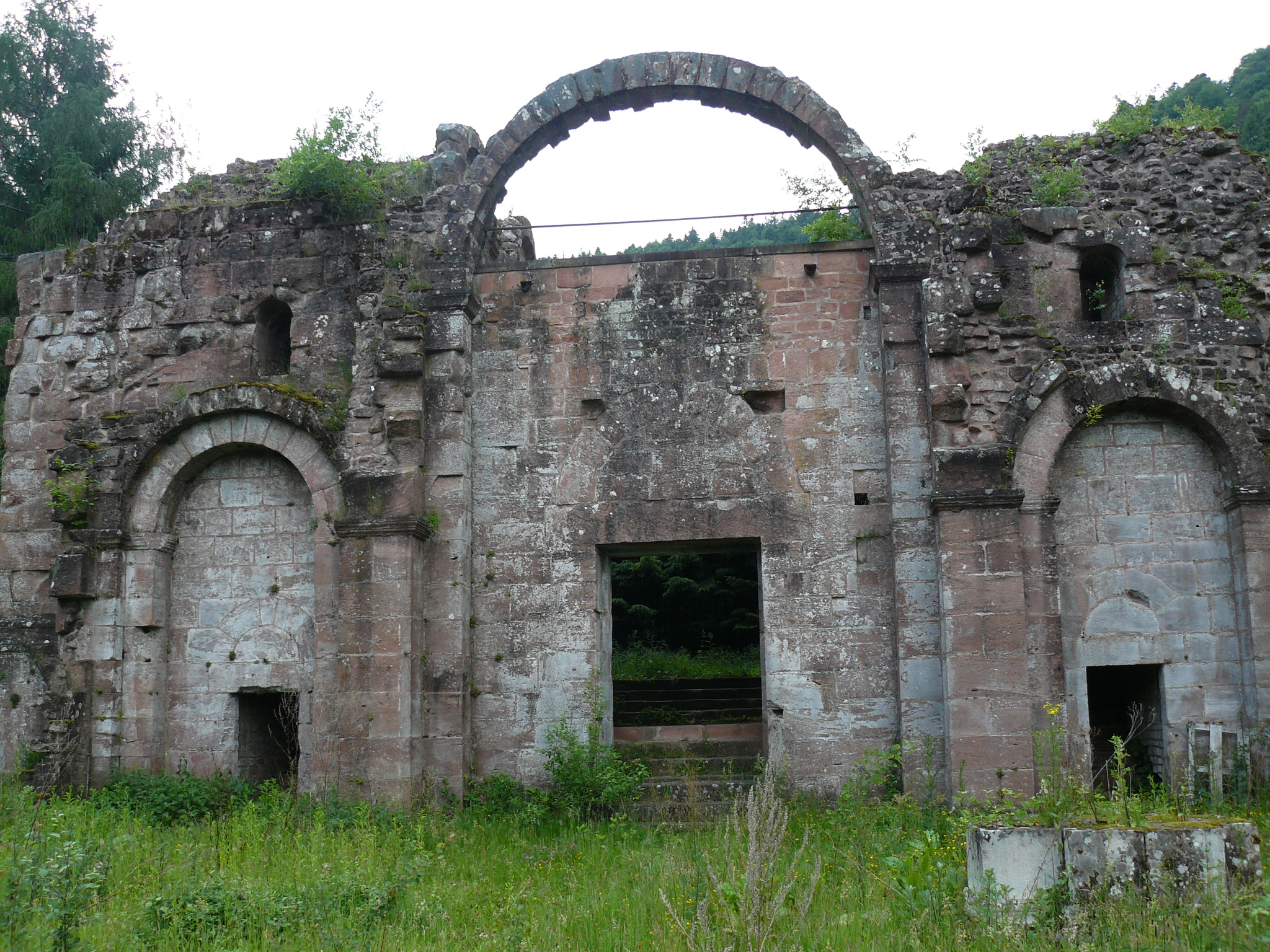
Vestiges du couvent de Niedermunster.
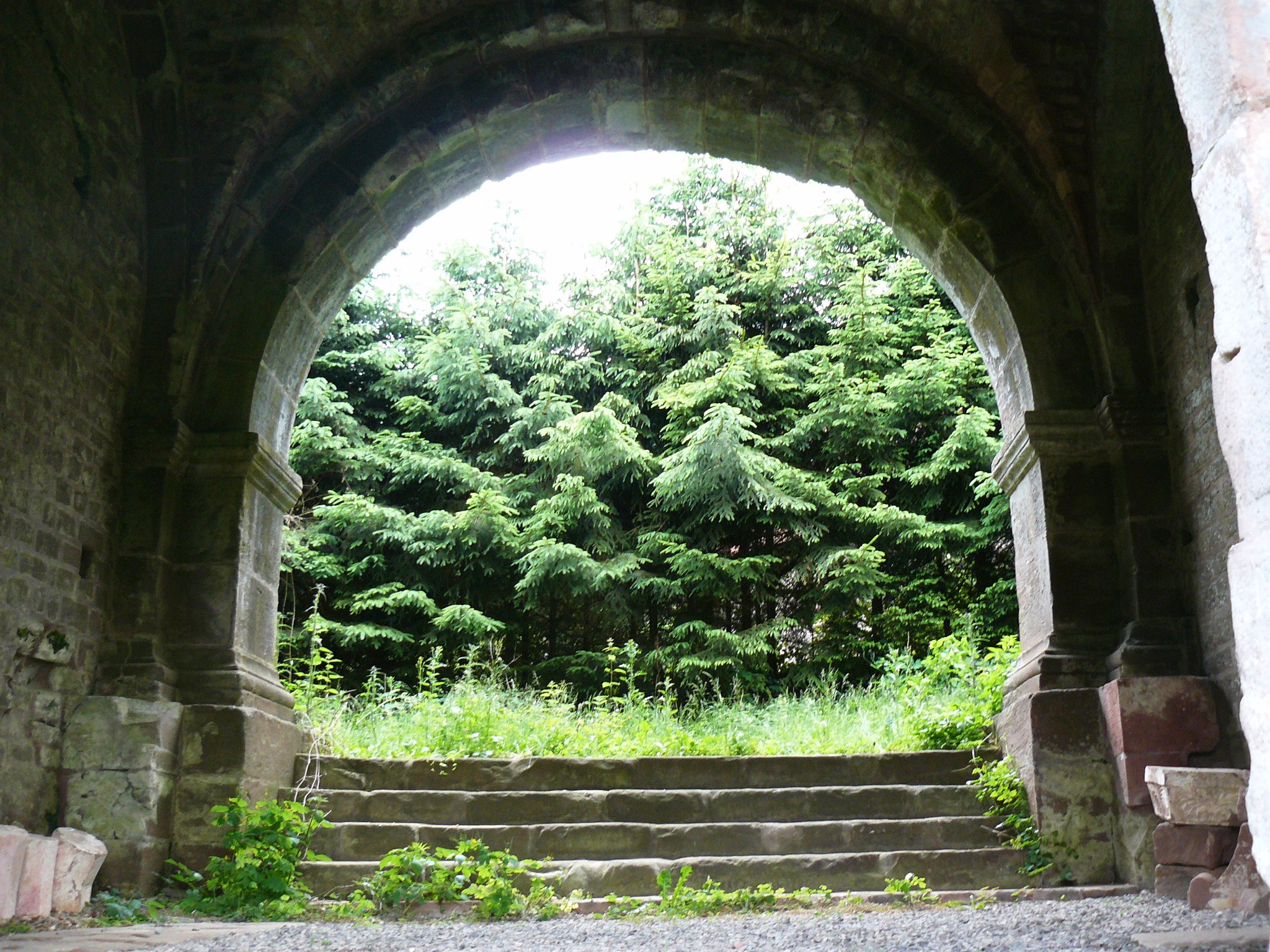
Vestige du couvent de Niedermunster.
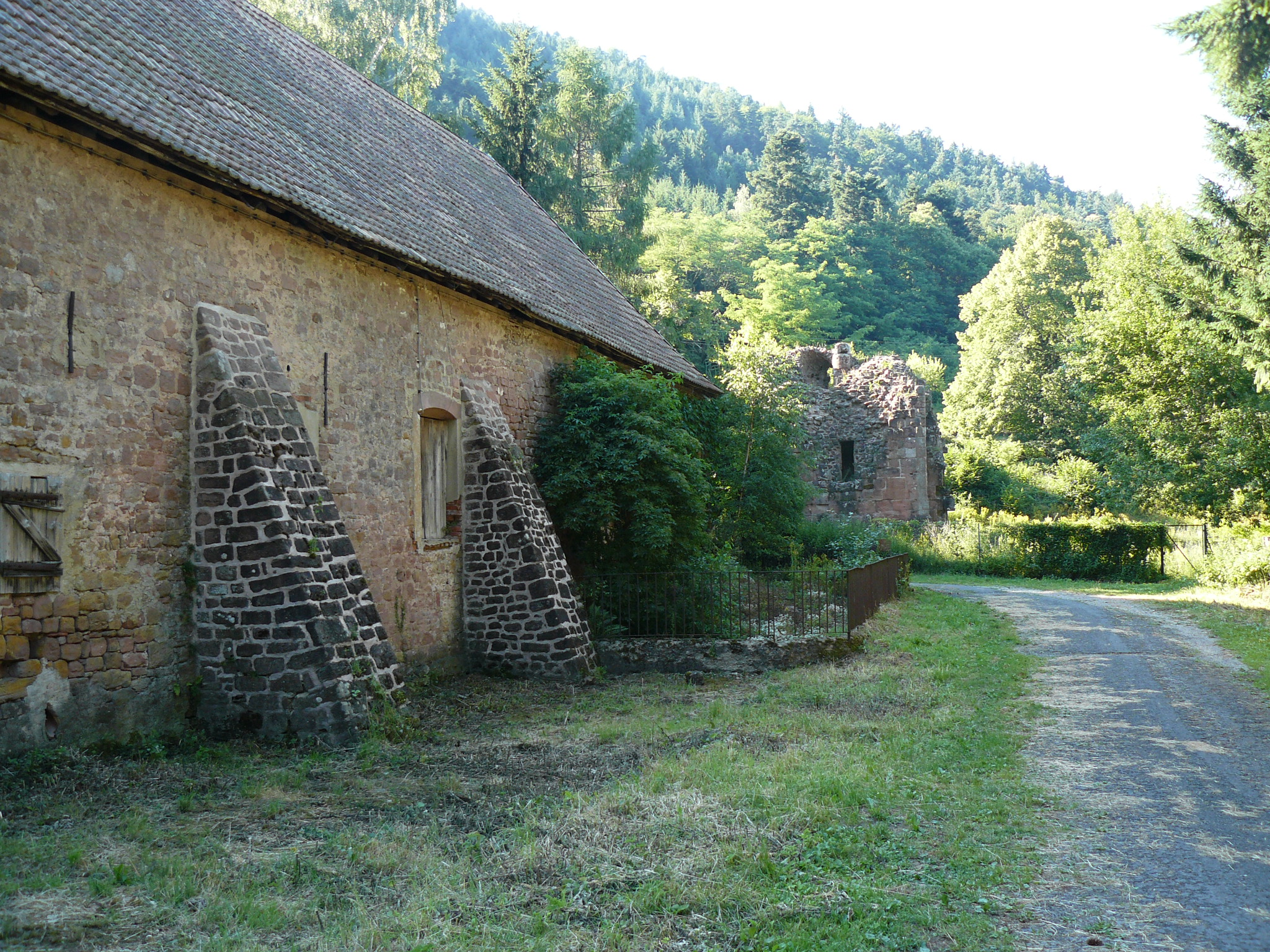
Métairie construite en 1758 accolée aux ruines de l'abbaye de Niedermunster.
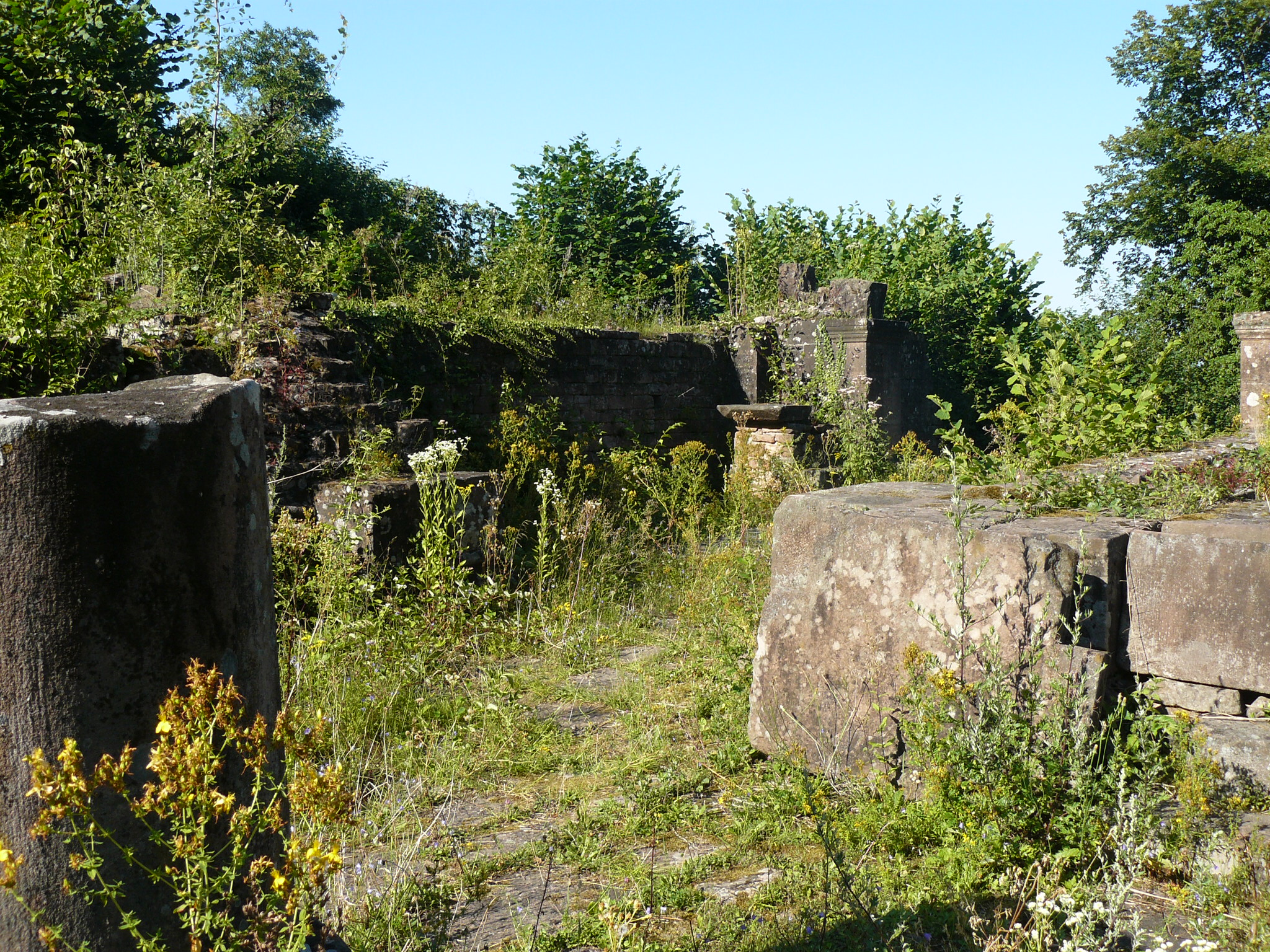
Vestiges de l'ambon et de l'autel Saint Jean-Baptiste.
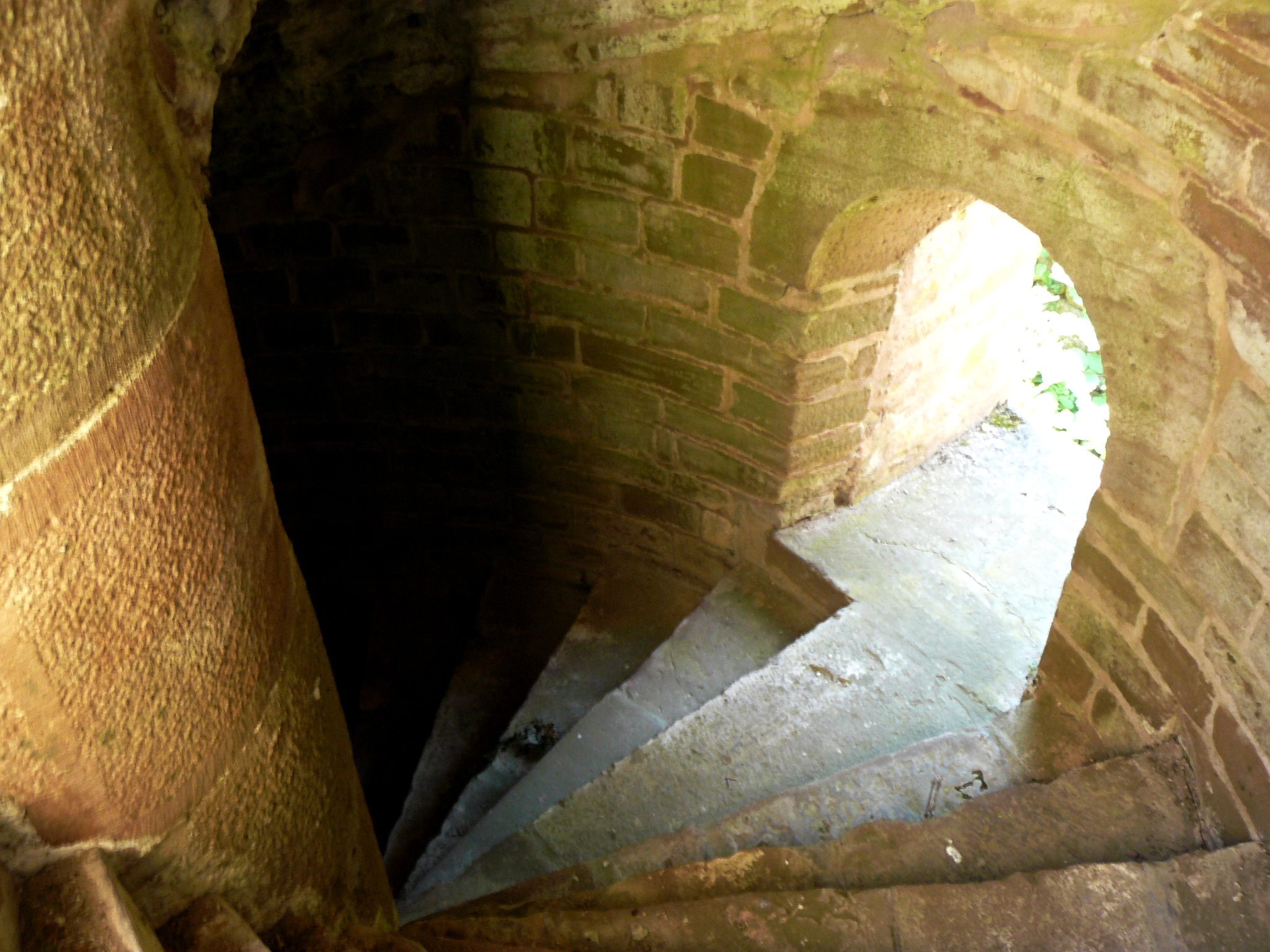
Intérieur d'un des escaliers partant d'une des portes latérales.
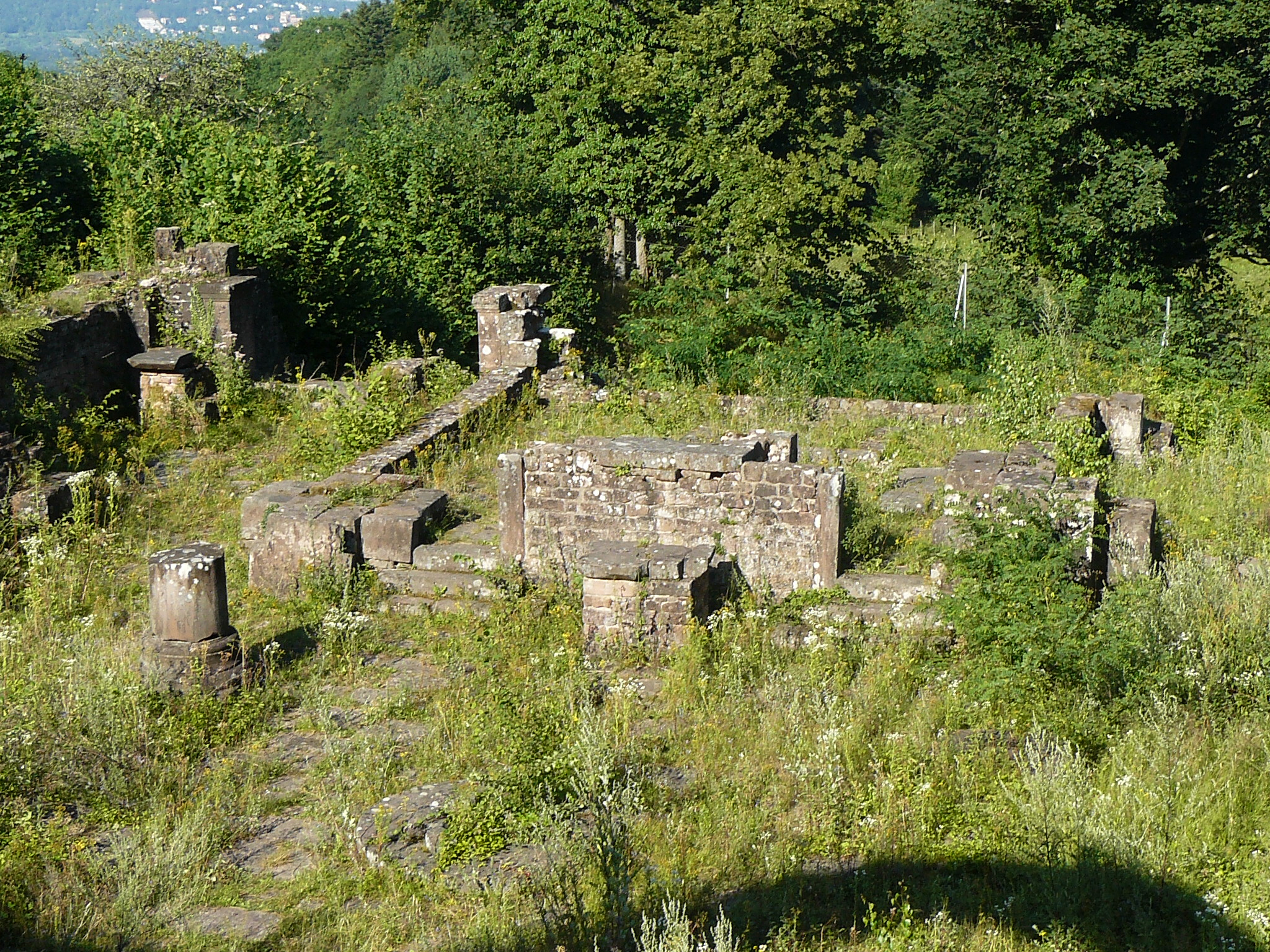
Vue générale depuis l'escalier du porche d'entrée, le chœur de l'église Sainte Marie de Niedermunster.
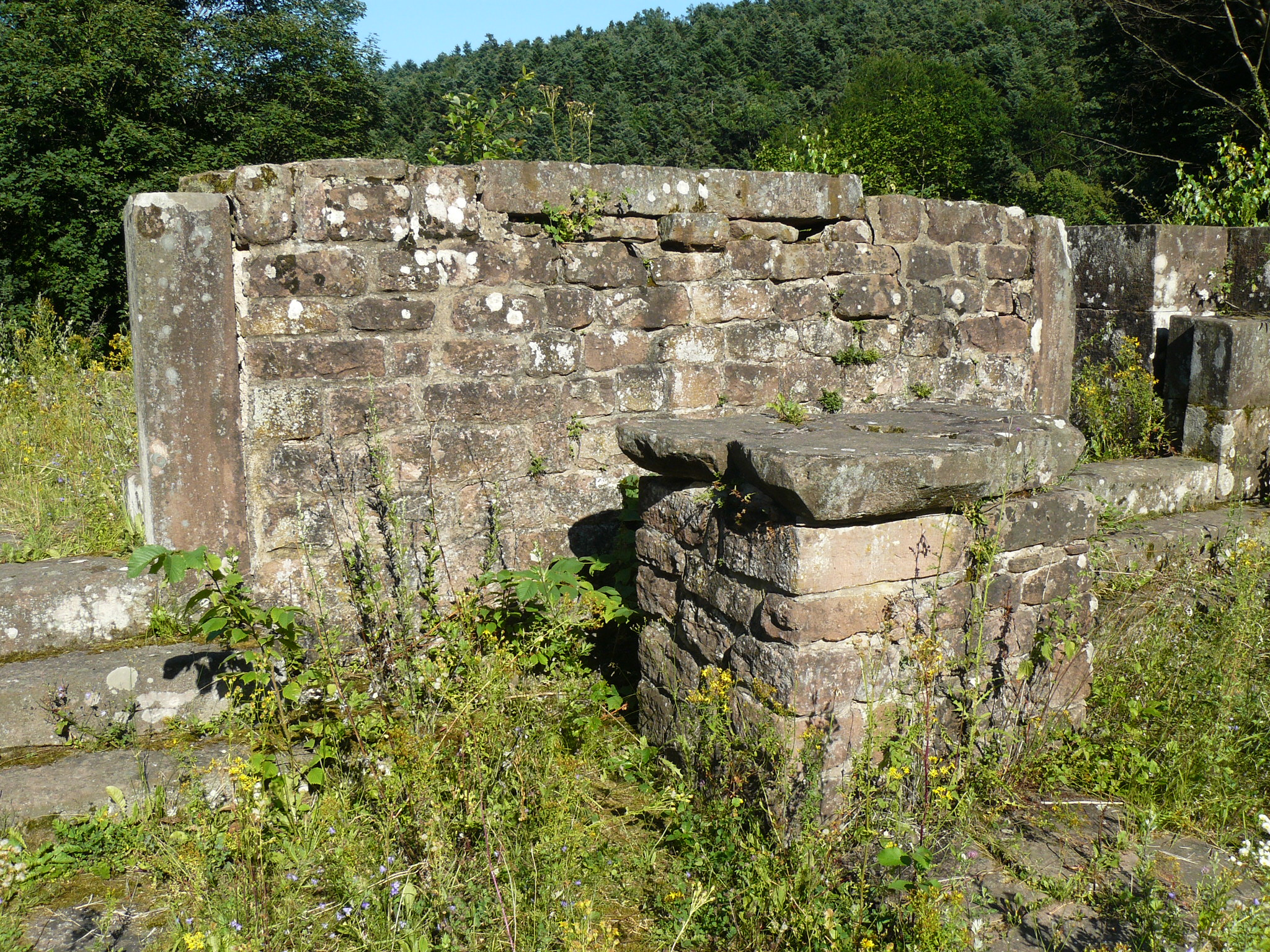
Autres vestiges de l'abbaye de Niedermunster.
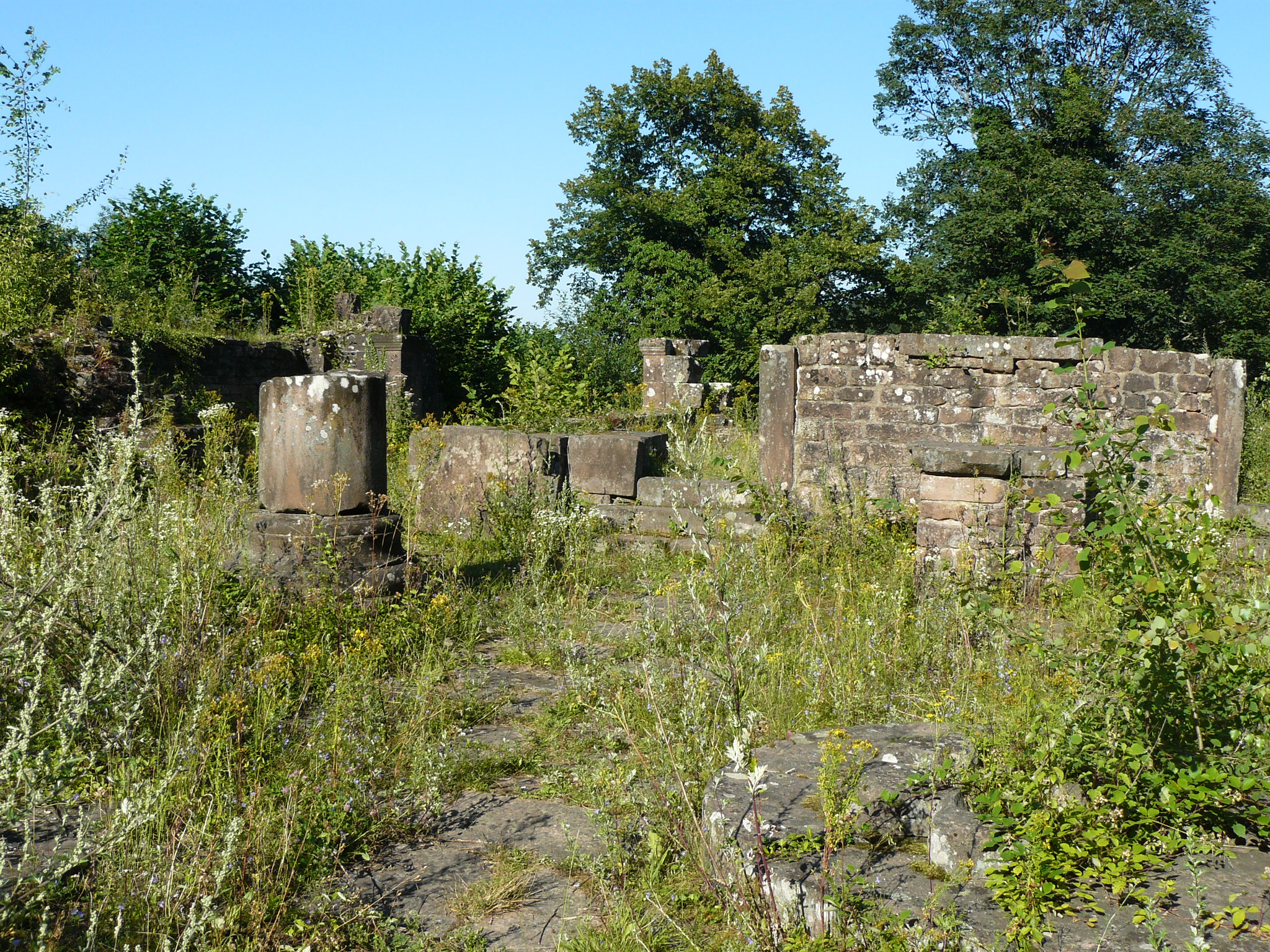
Quelques autres vestiges de l'abbaye de Niedermunster.
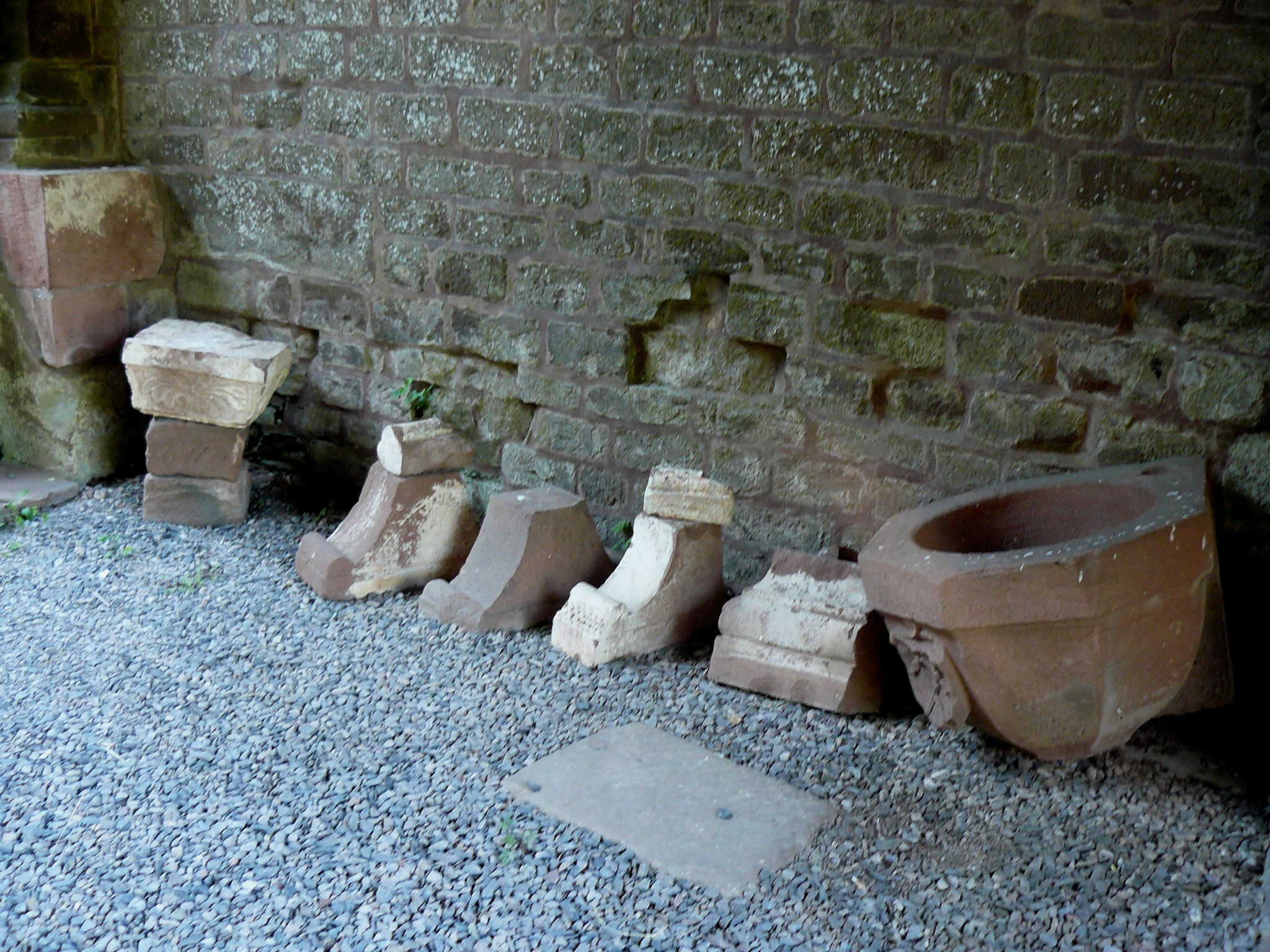
Quelques éléments récupérés parmi les vestiges.